# Mamestra freyi
Mamestra freyi är en fjärilsart som beskrevs av Hans Rebel 1940. Mamestra freyi ingår i släktet Mamestra och familjen nattflyn. Inga underarter finns listade i Catalogue of Life.